# 刘秉璋墓
刘秉璋墓，位于安徽省合肥市庐江县万山镇长岗村，是晚清四川总督刘秉璋的陵墓。刘秉璋墓三面环山，墓道两侧各立花岗石石碑一块，分别为《重修刘秉璋墓碑记》和《刘文庄公碑铭并序》。2011年5月竣工对外开放。2018年列入第六批合肥市文物保护单位。